# Meniolagomeka
Meniolagomeka (), nekadašnje selo Delaware ili Munsee Indijanaca na Aquanshicola Creeku, na području današnjeg okruga Carbon u Pennsylvaniji. Godine 1754. njegovo stanovništvo, ili barem dio njih, priključio se moravskim preobraćenicima u Gnadenhuettenu.

## Vanjske poveznice
- Research of Meniolagomeka  Arhivirana inačica izvorne stranice od 7. ožujka 2016. (Wayback Machine)